# Ernesto Vighi
Ernesto Vighi (San Secondo Parmense, 1º aprile 1894 – Parma, 14 ottobre 1950) è stato uno scultore italiano.

## Biografia

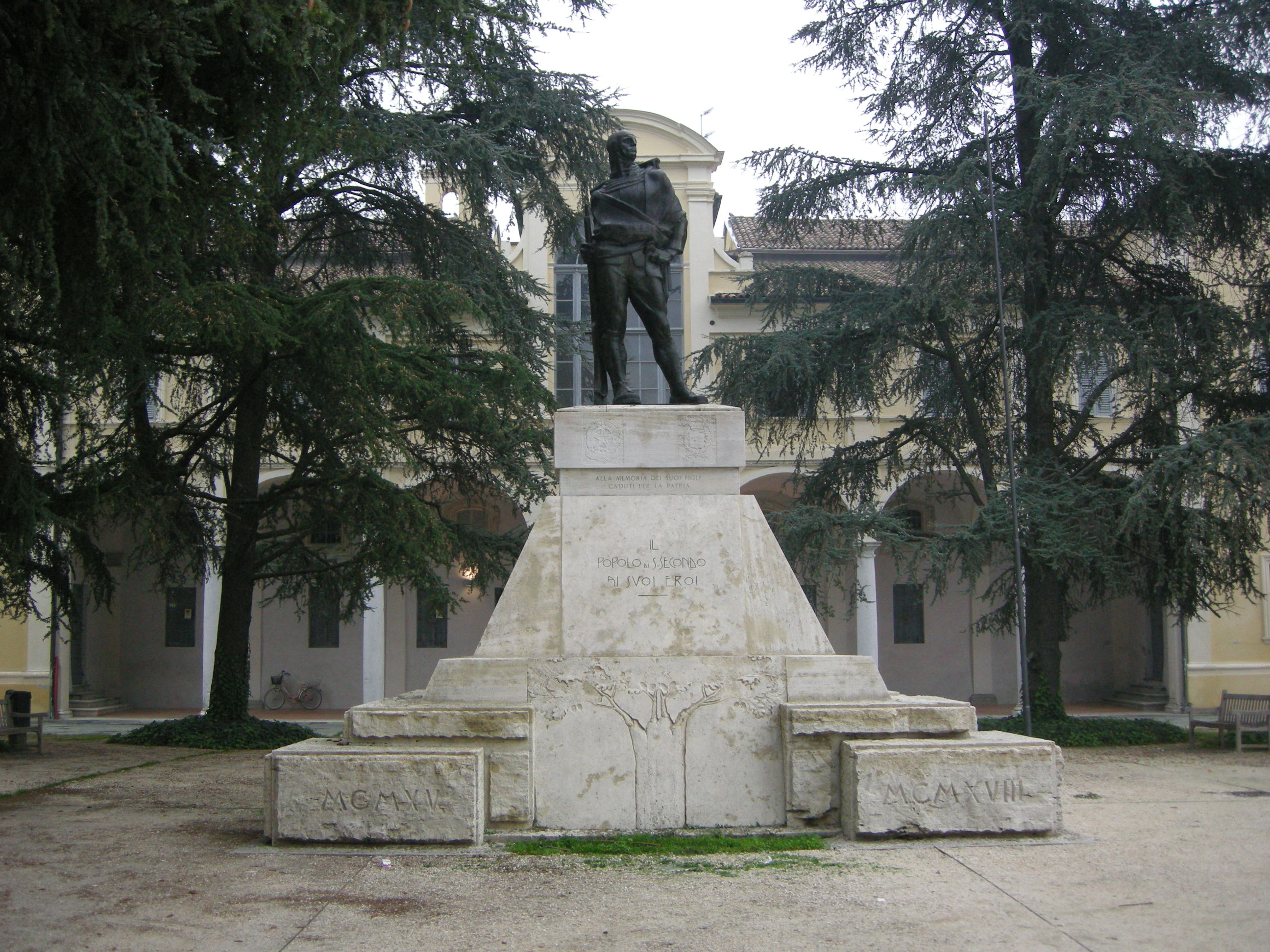
Monumento ai caduti - San Secondo Parmense (copia dell'originale fuso nel 1942)

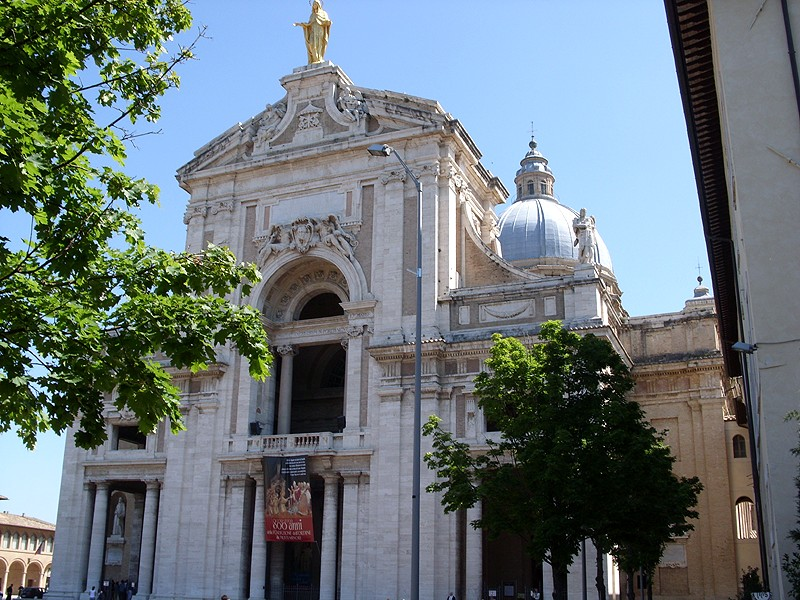
Santa Maria degli Angeli (Assisi) le statue sulla facciata dell'Annunciazione e di Santa Chiara sono opera del Vighi

Nato da una famiglia di agricoltori, frequenta l'accademia d'arte Parma grazie ad una borsa di studio diplomandosi nella sezione cultura nel 1912. Ad appena 18 anni collabora con il maestro Ettore Ximenes alla realizzazione del monumento che Parma dedica a Giuseppe Verdi, sua infatti è la statua che rappresenta il Rigoletto, oltre ad essa partecipa alla realizzazione della quadriga che è posta sopra l'arco centrale.
Partecipa alla prima guerra mondiale durante la quale con il grado di ufficiale viene ferito e decorato, al termine del conflitto ritorna a San Secondo dove realizza il Monumento ai Caduti inaugurato nel 1923.
Nel 1922, frattanto, Vighi si trasferisce a Roma dove viene nominato professore di plastica decorativa nel Regio Istituto Professionale. L'incarico didattico però non gli impedisce di continuare nella sua professione di scultore. Nel 1923 viene eletto nel CDA dell'Associazione Artisti Internazionale, mentre nel 1924 la Commissione giudicatrice per il "Concorso per le Fontane di Roma" gli assegna un premio per una bozzetta pensato per la piazza dei Quirini.
Nel 1933 infine diviene assistente di Angelo Zanelli all'Accademia delle Belle Arti di Roma.

## Attività artistica

### Opere
Fra le opere principali di Ernesto Vighi si ricordano:
- L'Annunciazione e Santa Chiara nella facciata di Santa Maria degli Angeli ad Assisi
- La Didattica sul frontespizio del Ministero della Pubblica Istruzione a Trastevere
- Un bassorilievo sul monumento ai Caduti di Pontecorvo
- Gli sportelli bronzei istoriati della cappella del Fonte Battesimale della basilica dei santi Pietro e Paolo all'EUR
- La statua del Rigoletto del Monumento (scomparso) dedicato a Verdi a Parma
- Il monumento ai Caduti di San Secondo Parmense[1][2]

### Mostre
Vighi partecipò inoltre a numerose mostre ed esposizioni:
- II Mostra delle arti decorative svoltasi a Monza nel 1925
- Terza biennale d'Arte di Roma nel 1925, dove espone l'opera "Maternità"
- Giugno 1933, mostra personale al circolo della stampa romana
- Quadriennale d'Arte Nazionale di Roma nel 1939, dove partecipa con l'opera "Afrodite"

Partecipa inoltre ad mostre dell'Arte sacra a Roma e alla Mostra internazionale di Firenze.